# Djankowo
Djankowo (bułg. Дянково) – wieś w Bułgarii, w obwodzie Razgrad, w gminie Razgrad. W 2023 roku liczyła 2736 mieszkańców.